# Mount Osborne
Mount Osborne ist ein 2600 m hoher Berg im westantarktischen Ellsworthland. Er ragt 8 km östlich des Mount Craddock in der Sentinel Range des Ellsworthgebirges auf.
Der United States Geological Survey kartierte ihn anhand eigener Vermessungen und Luftaufnahmen der United States Navy zwischen 1957 und 1959. Das Advisory Committee on Antarctic Names benannte ihn 1961 nach Thomas S. Osborne, Handwerker bei der US-Navy, der der Überwinterungsmannschaft der Südpolstation im Jahr 1957 angehört hatte.